# Baiyi, Sichuan
Baiyi (kinesiska: 白依, 白依乡) är en socken i Kina. Den ligger i provinsen Sichuan, i den sydvästra delen av landet, omkring 470 kilometer sydväst om provinshuvudstaden Chengdu. Antalet invånare är 1358. Befolkningen består av 661 kvinnor och 697 män. Barn under 15 år utgör 26,0 %, vuxna 15-64 år 67 %, och äldre över 65 år 6,0 %.
Genomsnittlig årsnederbörd är 719 millimeter. Den regnigaste månaden är juli, med i genomsnitt 230 mm nederbörd, och den torraste är november, med 1 mm nederbörd.